# Пакат Дрепаний
Латиний Пакат Дрепаний (лат. Latinius Pacatus Drepanius) — латинский панегирист конца IV. Пакат был уроженцем Галлии и получил хорошее образований. В 390 году он был назначен проконсулом Африки и в дальнейшем продолжил карьеру при дворе. Он был близок к выдающимся литераторам своего времени: он дружил с Авсонием, переписывался с Симмахом, его читал и цитировал Сидоний Аполлинарий.
Является автором панегирика императору Феодосию I, прочитанного в сенате в Риме. Панегирик входит в состав сборника латинских панегириков. Панегирик состоит из 46 глав В хвалебных тонах он описывает личные качества Феодосия и его воинские доблести.

## Издания
- Латинские панегирики. XII panegrici latini. / Вст. ст., пер. и комм. И. Ю. Шибаги. — М.: Университет Дмитрия Пожарского, 2016. — С. 401–488.